# Heumen

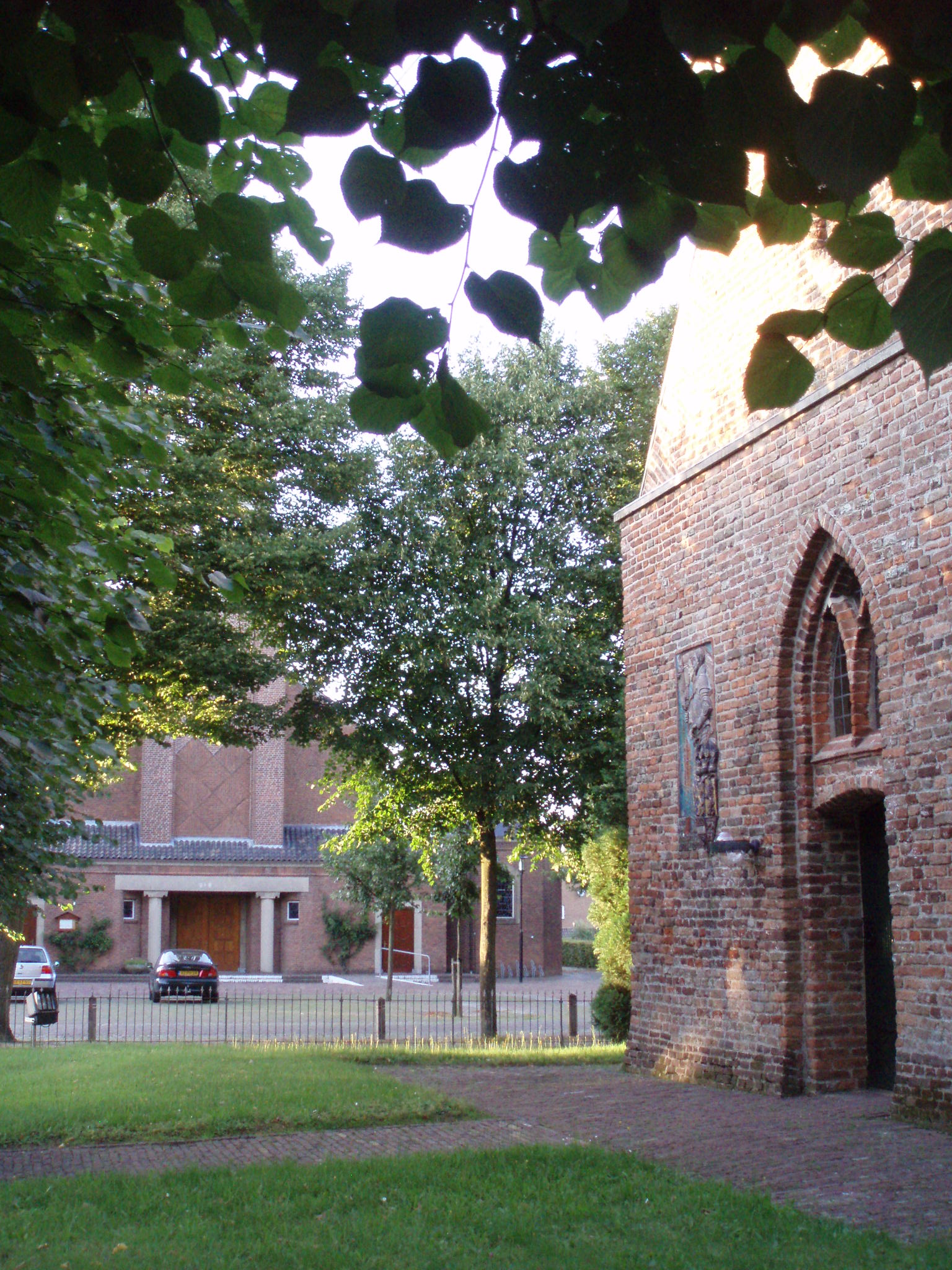
Två kyrkor i Heumen.

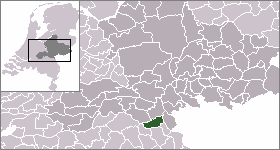
Heumens läge

Heumen är en kommun i provinsen Gelderland i Nederländerna. Kommunens totala area är 41,58 km² (varav 1,69 km² vatten) och invånarantalet är 16 833 (2005).